# Siergiej Bodrow (1971–2002)
Siergiej Siergiejewicz Bodrow (ros. Сергей Сергеевич Бодров – младший; ur. 27 grudnia 1971 w Moskwie, zm. 20 września 2002 w Osetii Północnej) – rosyjski aktor i reżyser filmowy, prezenter telewizyjny. Syn reżysera Siergieja Bodrowa starszego, często występujący – dla odróżnienia od swojego ojca – jako Siergiej Bodrow młodszy.

## Życiorys
Z wykształcenia historyk, w latach 1989–1994 studiował historię sztuki na Uniwersytecie Moskiewskim. W 1998 r. obronił pracę kandydacką zatytułowaną: Architektura w malarstwie weneckim okresu renesansu. W międzyczasie pracował też jako nauczyciel w szkole, cukiernik w fabryce Udarnica, ratownik na plaży we Włoszech i dziennikarz.
W latach 1997–1999 prowadził program telewizyjny Wzgliad. Jako pierwszoplanowy aktor zadebiutował w filmie Jeniec Kaukazu (1996), który zdobył uznanie krytyków filmowych; film był m.in. nominowany do Oscara i otrzymał Kryształowy Globus na Festiwalu Filmowym w Karlowych Warach. Prawdziwą sławę przyniosła mu jednak rola Daniły Bagrowa w filmach kryminalnych Brat (1997) i Brat 2 (2000), które przeszły do klasyki nowego kina rosyjskiego. Druga edycja filmu Brat była znana nie tylko w Rosji i WNP, ale również zdobyła szerokie uznanie w Europie i USA. W Rosji film obejrzało w sumie w kinach ponad 10 milionów ludzi i sprzedano blisko 0,5 miliona kaset nagrań filmu. Siergiej Bodrow był uważany za jednego z najbardziej obiecujących młodych aktorów i reżyserów Rosji. Nadal pozostaje idolem wielu Rosjan młodego pokolenia. Jako reżyser zadebiutował w 2001 r. filmem Córki mafii. Mimo iż nie był to prawdziwy przebój kasowy, komentatorzy debiut uznali za udany. W latach 2001–2002 prowadził popularny reality show Poslednij gieroj na Pierwszym Kanale rosyjskiej telewizji.
Zaginął 20 września 2002 r. w Osetii Północnej podczas kręcenia filmu Łącznik w Przełęczy Karmadońskiej na skutek zejścia lawiny. Ze zboczy oderwał się lodowiec i zsunął się 33 km w dół wąwozu. Tragedia wydarzyła się już po drugim dniu pracy na planie. Ciała Siergieja Bodrowa nigdy nie odnaleziono. Miał żonę Swietłanę oraz dwójkę dzieci. Śmierć bożyszcza młodego pokolenia została uznana przez Rosjan za najważniejsze wydarzenie 2002 r. po ataku terrorystycznym na Dubrowce, gdzie zginęło 165 osób.

## Nagrody
- Wyróżnienie za najlepszą rolę męską festiwalu Kinotawr w Soczi w 1996 r. (Jeniec Kaukazu)
- Wyróżnienie Rosyjskiej Akademii Kinematografii Nika za najlepszą rolę męską 1996 r. (Jeniec Kaukazu)
- Wyróżnienie za najlepszą rolę męską festiwalu „Kinotawr” w Soczi w 1997 r. (Brat)
- Nagroda Rosyjskich Krytyków Filmowych „Złoty Baran” dla najlepszego aktora 1997 r. (Brat)
- Nagroda Międzynarodowego Festiwalu Filmowego w Chicago za najlepszą rolę męską w 1997 r. (Brat)
- Nagroda soczińskiego festiwalu „Kinotawr” za najlepszy debiut reżyserski w 2001 r. (Córki mafii)
- Wyróżnienie Jesolo Biennale w programie Cinema d’Autore Festiwalu Filmowego w Wenecji w 2001 r. (Córki mafii)
- Nagroda Rosyjskich Krytyków Filmowych „Złoty Baran” za najlepszy reżyserski debiut w 2001 r. (Córki mafii)
- Specjalna nagroda za samowyrażenie twórczości na Festiwalu w Karlowych Warach w 2002 r. (Córki mafii)
- Pośmiertna nagroda Nika w kategorii najlepsza rola męska drugiego planu w 2003 r. (Wojna)

## Filmografia
aktor
- 1989 – SER - Wolność to raj (СЭР – Свобода это рай), rola epizodyczna
- 1992 – Biały król, czerwona królowa (Белый король, красная королева), rola epizodyczna
- 1996 – Jeniec Kaukazu (Кавказский пленник) jako Iwan Żilin
- 1997 – Brat (Брат) jako Daniła Bagrow
- 1998 – Korespondent (Стрингер, The Stringer) jako Wadik
- 1999 – Wschód – Zachód (Восток – Запад) jako Sasza
- 2000 – Brat 2 (Брат 2) jako Daniła Bagrow
- 2000 – Jak kręcono film Brat 2. Film o filmie (Как снимался Брат-2. Фильм о фильме) jako on sam
- 2001 – The Quickie (Давай сделаем это по-быстрому) jako Dima
- 2001 – Córki mafii (Сёстры), rola epizodyczna
- 2002 – Wojna (Война) jako kapitan Miedwiediew
- 2002 – Niedźwiedzi pocałunek (Медвежий поцелуй) jako Misza
- 2002 – Łącznik (Связной) jako Lesza

reżyser
- 2001 – Córki mafii (Сёстры)
- 2002 – Łącznik (Связной)